# Cornelis Engebrechtsz.

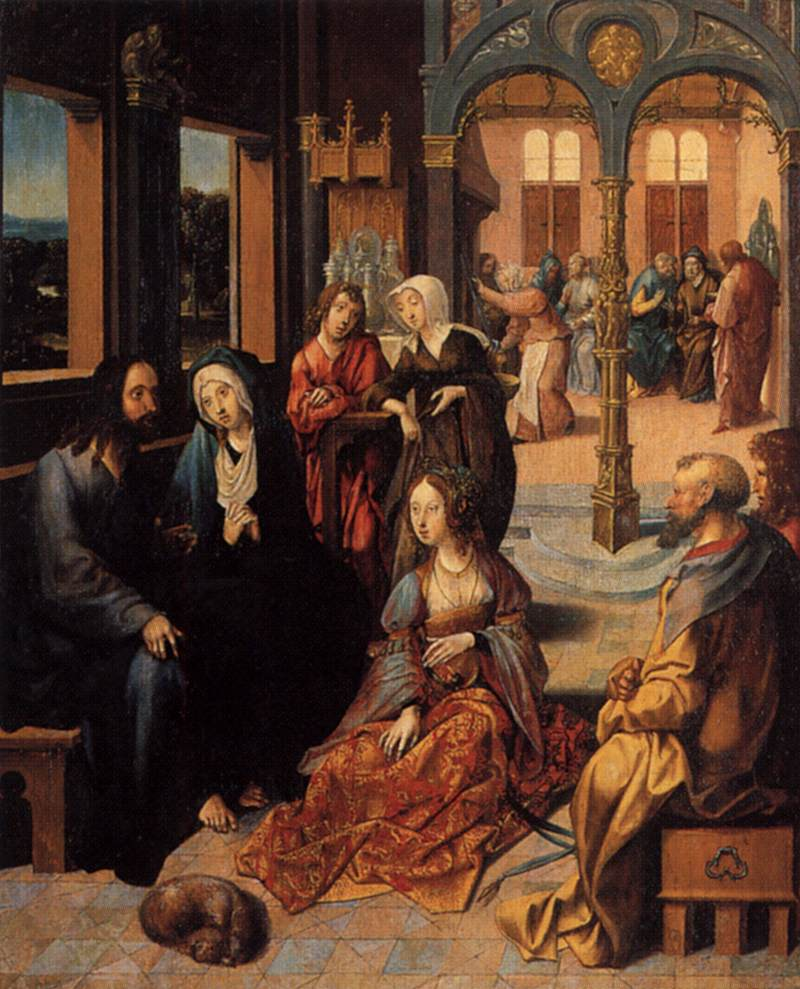
Chrystus w domu Marii i Marty (1515-1520)

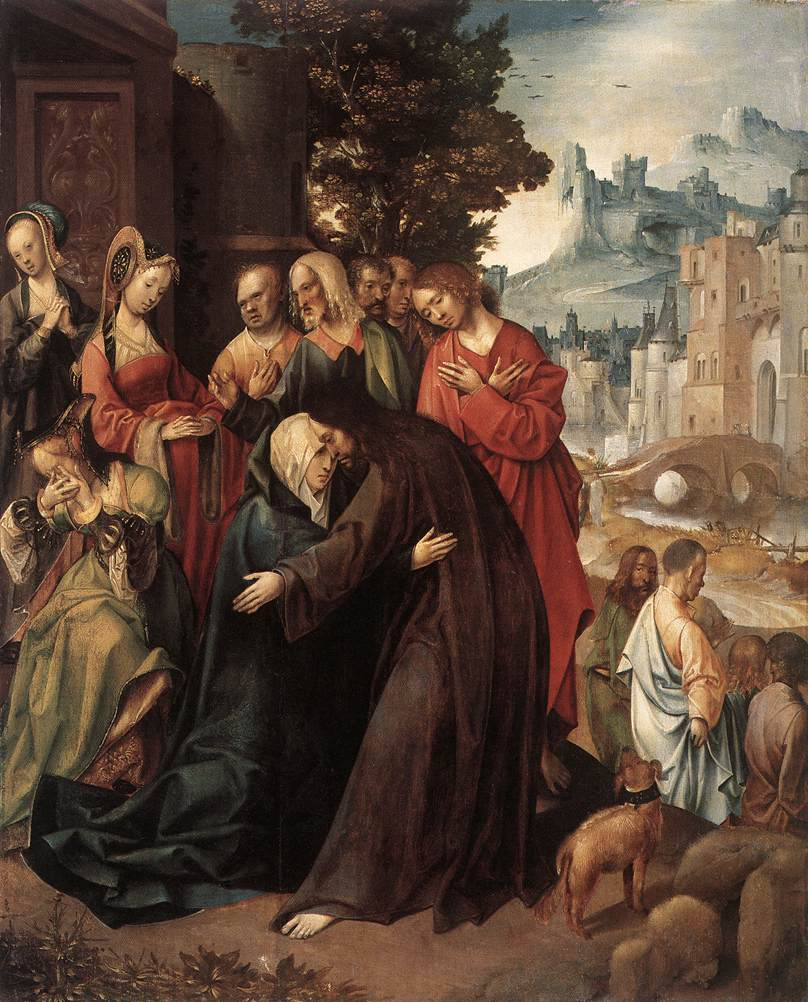
Chrystus opuszczający swoją Matkę (1515-1520)

Cornelis Engebrechtsz. lub Engelbrechtsz., Engelbrechtsen (ur. 1468 w Lejdzie, zm. 1533 tamże) – niderlandzki malarz okresu renesansu.
Prowadził w Lejdzie duży warsztat malarski. Malował sceny biblijne, portrety i pejzaże. Stworzył indywidualny styl odznaczający się dekoracyjnością form, bogatą kolorystyką i ekspresją narracji.
Jego uczniem byli m.in. Lucas van Leyden i Aertgen van Leyden.
Jego trzej synowie: Cornelis, Lucas i Pieter również byli malarzami.

## Wybrane dzieła
- Chrystus opuszczający swoją Matkę (ok. 1515), 55 × 43 cm, Rijksmuseum, Amsterdam
- Chrystus w domu Marii i Marty (ok. 1515), 55 × 44 cm, Rijksmuseum, Amsterdam
- Chrzest w Jordanie (tryptyk) (ok. 1520), 59 × 34 cm + 59 × 34 cm, Muzeum Historii Sztuki w Wiedniu, Wiedeń
- Madonna z Dzieciątkiem i św. Anną (ok. 1500), śr. 24 cm, Gemäldegalerie, Berlin
- Ukrzyżowanie (tryptyk) (1500-25), 122 × 57 cm, Stedelijk Museum Lakenhal, Lejda
- Ukrzyżowanie z Maryją, św. Janem, Marią Magdaleną i świętymi (1510), 25 × 32,5 cm, Rijksmuseum, Amsterdam
- Opłakiwanie Chrystusa (tryptyk), (ok. 1508), 71,5 × 39,9 cm, Museum voor Schone Kunsten, Gandawa
- Portret Dirka Ottensa z żoną (1518), Królewskie Muzea Sztuk Pięknych, Bruksela
- Św. Cecylia i jej narzeczony (1518-20), śr. 24 cm, Muzeum Sztuk Pięknych w Budapeszcie
- Ukrzyżowanie z donatorami (1525-27), 61,5 × 89,5 cm, Metropolitan Museum of Art, Nowy Jork